# Cikamunding
Cikamunding is een bestuurslaag in het regentschap Lebak van de provincie Banten, Indonesië. Cikamunding telt 3260 inwoners (volkstelling 2010).